# Tinma
Tinma est une commune rurale située dans le département d'Arbollé de la province du Passoré dans la région Nord au Burkina Faso.

## Géographie
Tinma est situé à environ 20 km au nord-est d'Arbollé, le chef-lieu du département, à 6 km au nord-est d'Ouissiga et à environ 50 km à l'est de Yako.

## Santé et éducation
Le centre de soins le plus proche de Tinma est le centre de santé et de promotion sociale (CSPS) d'Ouissiga tandis que le centre médical avec antenne chirurgicale (CMA) de la province se trouve à Yako.